# 모셰나

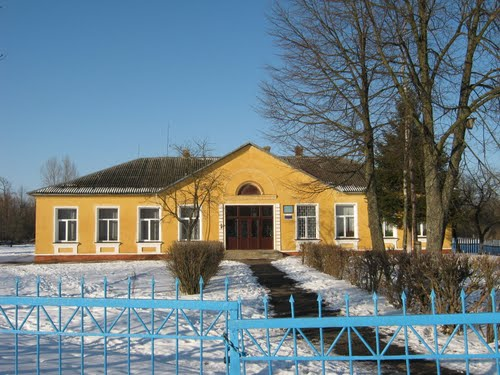
모셰나의 학교

모셰나(우크라이나어: Мощена, 폴란드어: Moszczana 모슈차나[*])는 우크라이나 볼린주에 위치한 도시로 높이는 179m, 인구는 581명(2010년 기준)이다. 도시가 설립된 시기는 1543년이다.